# Šejn
Šejn je hrvatski glazbeni sastav iz Splita.

## Povijest
Osnovan je prosinca 2007. godine. Članovi od prve postave su Joško Tomić, Ivica Bilić, Davor Ergo, Duje Ivić i Ivan Ivanišević (djelovao i djeluje kao basist i kao pjevač u grupama Dioniz, Libar; svirao i samostalno). Vodi ih profesor hrvatskog jezika i književnosti Ivan Ivanišević. Sastav je nastao od pratećih glazbenika drugih sastava:  Ivica Bilić i basist Davora Ergo, članovi su sastava Luke Nižetića, Joško Tomić, gitarist pratećeg sastava pjevačice Jelene Radan, i vokal Ivan Ivanišević, ujedno i član skupine Dioniz.  Ivanišević je autor pop-rock i punk pjesama na njihovom prvom albumu.
Ime su odabrali prema istoimenoj skladbi Darka Rundeka nastaloj na temu vesterna Shane, a čije ime im je zazvučalo dobro. Premda su se predstavili singlom u folk-rock stilu Kacunarko djevojko, nisu etno skupina, nego rock sastav.
Sviraju rock, pop-rock, punk i folk rock. Sviraju svoje autorske skladbe. Prve snimke snimili su studijima Sing-sing i u studiju Josipa Pupačića-Pupija, skupa sa Sašom Bulićem i Deanom Brkićem - Cleom. Skladbe Kacunarko djevojko, Hajde, dušo i Ti si ljubav bile su u repertoaru mjesnih radijskih postaja i publika ih je dobro prihvatila.  Nakon Kacunarke, u eter im je došao singl Hajde dušo koji je producirao vokalist Osmog putnika Dean (Cleo) Brkić. Balada Sve o ljetu nastala je pod utjecajem francuskih šansona, no njom se nisu uspjeli probiti na Večeri dalmatinske šansone 2007. u Šibeniku. Skladba Ne plači Sonja jedna je od najljepših splitskih sentiša. Za Kacunarko djevojko snimili su i spot u suradnji s Vojanom Koceićem iz video-produkcijske kuće Pilot-studio. Nastupili su na Splitskom festivalu u dva navrata. 2012. nastupili su skladbom Ona je sve što ljubav jest a sljedeće godine 2013. skladbom Ako uđeš u kuću moju. Krajem 2013. dovršavali su svoj album prvijenac. Snimali su ga u splitskom studiju Tetrapaku. Producirao ga je Ivica Čović - Pipo. Nosi naslov Sve o ljetu i na njemu je deset skladbi. Izdavačke kuće tad još nisu našle interes. 2013. nastupili su i na festivalu u Šibeniku, a pjesnik, glazbenik, skladatelj, interpret Ivan Ivanišević iz Šejna nastupio je u emisiji Nedjeljnom akvarelu voditelja Gorana Pelaića 25. kolovoza 2013. godine.

## Diskografija
- Sve o ljetu, 2013.[2]

## Članovi
Članovi su do sada sve bili:
- Joško Tomić - gitara
- Ivica Bilić - bubnjevi
- Davor Ergo - bas
- Duje Ivić - klavijature
- Ivan Ivanišević - vokal

## Vanjske poveznice
- Šejn na YouTubeu